# Alvear
Alvear is een plaats in het Argentijnse bestuurlijke gebied General Alvear in de provincie Corrientes. De plaats telt 7.917 inwoners.